# 17-я авиационная дивизия
 17-я авиацио́нная диви́зия  — авиационное воинское соединение Вооружённых сил СССР в Великой Отечественной войне.

## Наименования дивизии
Именуется как 17-я авиационная дивизия, встречаются также наименования дивизии как 17-я смешанная авиационная дивизия.

## Формирование дивизии
17-я смешанная авиационная дивизия сформирована 25 июля 1940 года в Проскурове в Киевском Особом военном округе на основании Постановления СНК СССР на базе 56-й истребительной авиационной бригады ВВС КОВО.

## Расформирование дивизии
17-я авиационная дивизия 24 сентября 1941 года была расформирована в составе ВВС Юго-Западного Фронта.

## В действующей армии
В составе действующей армии:
- с 22 июня 1941 года по 11 сентября 1941 года.

## Командиры дивизии
| Звание                | Имя                           | Период                  | Примечание                    |
| --------------------- | ----------------------------- | ----------------------- | ----------------------------- |
| генерал-майор авиации | Николаенко, Евгений Макарович | .08.1940 — 01.1941      | убыл командующим ВВС СКВО     |
| генерал-майор авиации | Гусев, Александр Иванович     | 01.01.1941 — 01.11.1941 | убыл командиром 106-й иад ПВО |
| полковник             | Федоренко, Фёдор Михайлович   |                         |                               |

## В составе соединений и объединений
| Дата            | Фронт (округ)                 | Армия      | Примечания     |
| --------------- | ----------------------------- | ---------- | -------------- |
| 25.07.1940 года | Киевский особый военный округ | ВВС округа | -              |
| 22.06.1941 года | Юго-Западный фронт            | ВВС фронта | -              |
| 01.07.1941 года | Юго-Западный фронт            | ВВС фронта | ВВС 12-й армии |
| 01.07.1941 года | Юго-Западный фронт            | ВВС фронта | -              |
| 11.09.1941 года | Юго-Западный фронт            | ВВС фронта | -              |

## Состав дивизии
На 22 июня 1941 года
Управление — Проскуров
- 48-й скоростной бомбардировочный авиационный полк — Изьяславль, Коськов
- 224-й скоростной бомбардировочный авиационный полк — Ярмолинцы, Писец
- 225-й скоростной бомбардировочный авиационный полк — Ст. Константинов
- 242-й ближнебомбардировочный авиационный полк (в стадии формирования) — Судилков
- 244-й ближнебомбардировочный авиационный полк (в стадии формирования) — Проскуров

В разное время
| Части                                         | Период                  | Примечание                                                                                          |
| --------------------------------------------- | ----------------------- | --------------------------------------------------------------------------------------------------- |
| 48-й бомбардировочный авиационный полк        | 01.08.1940 — 09.09.1941 | 29 СБ и 35 Пе-2 (не освоенных), выведен на переформирование                                         |
| 20-й истребительный авиационный полк          | 01.08.1940 — ?          | Весной 1941 года передан в 63-ю сад                                                                 |
| 20-й истребительный авиационный полк          | 30.07.1941 — 25.09.1941 | Убыл в 13-й зиап                                                                                    |
| 74-й штурмовой авиационный полк               | 02.08.1941 — 10.08.1941 | |
| 91-й истребительный авиационный полк          | 20.08.1940 — 30.07.1941 | И-153, передал 16 И-153 и 20 лётчиков в 20-й иап и убыл в 11-й зиап                                 |
| 224-й ближнебомбардировочный авиационный полк | 01.01.1941 — 01.08.1941 | СБ, выведен на переформирование                                                                     |
| 225-й ближнебомбардировочный авиационный полк | 01.08.1940 — 10.07.1941 | СБ, выведен на переформирование                                                                     |
| 242-й бомбардировочный авиационный полк       | — 27.06.1941            | находился в стадии формирования, самолётов и летного состава не имел                                |
| 244-й ближнебомбардировочный авиационный полк | 01.06.1941 — 07.07.1941 | сформирован на базе 48-го бап, находился в стадии формирования, самолётов и летного состава не имел |
| 150-й ближнебомбардировочный авиационный полк | 06.08.1941 — 11.09.1941 | выведен на переформирование                                                                         |
| 252-й истребительный авиационный полк         | 26.06.1941 — 08.07.1941 | И-153, И-15бис; перешёл в состав 63-й ад                                                            |

## Участие в операциях и битвах
- Приграничные сражения — с 22 июня 1941 года по 29 июня 1941 года.
- Киевская операция — с 7 июля 1941 года по 11 сентября 1941 года.

С началом войны дивизия вела ожесточённые бои на дальних подступах к Киеву, дивизия несла основную нагрузку по противодействию авиации Люфтваффе над полем боя. ПВ период с 10 по 12 июля 1941 года экипажи дивизии сбили 39 истребителей, 16 бомбардировщиков и 3 самолёта-разведчика врага.

## Отличившиеся воины
- Сдобнов Николай Андреевич, капитан, командир эскадрильи 48-го скоростного бомбардировочного авиационного полка 17-й авиационной дивизии ВВС Юго-Западного фронта Указом Президиума Верховного Совета СССР от 2 августа 1941 года удостоен звания Герой Советского Союза. Золотая Звезда № 146.

## Базирование
| Период               | Аэродромы          |
| -------------------- | ------------------ |
| 08.1940 — 01.07.1941 | Проскуров, Украина |